# Biwer
Biwer é uma comuna do Luxemburgo, pertence ao distrito de Grevenmacher e ao cantão de Grevenmacher.

## Demografia
Dados do censo de 15 de fevereiro de 2001:
- população total: 1.492
  - homens: 746
  - mulheres: 746
- densidade: 64,64 hab./km²
- distribuição por nacionalidade:

| Nacionalidade  | População | %      |
| -------------- | --------- | ------ |
| luxemburgueses | 1.113     | 74,60% |
| estrangeiros   | 379       | 25,40% |
| - portugueses  | 83        | 5,56%  |
| - franceses    | 23        | 1,54%  |
| - italianos    | 17        | 1,14%  |
| - belgas       | 11        | 0,74%  |
| - alemães      | 73        | 4,89%  |
| - iuguslavos   | 85        | 5,70%  |
| - outros       | 87        | 5,83%  |

- Crescimento populacional:

| Ano        | População |
| ---------- | --------- |
| 15/02/2001 | 1.492     |
| 01/01/2002 | 1.500     |
| 01/01/2003 | 1.543     |
| 01/01/2004 | 1.588     |
| 01/01/2005 | 1.618     |